# Ghost in the Shell: Stand Alone Complex (spel)
Ghost in the Shell: Stand Alone Complex är ett spel från 2004 utgivet till Playstation 2 och Playstation Portable. Spelet bygger på animeserien med samma namn.